# دانيال ك. ناكانو
دانيال ك. ناكانو (بالإنجليزية: Daniel K. Nakano)‏ هو رياضياتي أمريكي، ولد في 30 يوليو 1964.